# Няндомский промышленный район
Няндомский промышленный район — административно-территориальная единица в составе Архангельской области, существовавшая в 1963—1965 годах. Центр — город Няндома.

## История
В связи с введением деления СССР на сельские и промышленные районы, в составе Архангельской области в 1963 году был образован Няндомский промышленный район с центром в рабочем посёлке Няндома. Решением Архангельского облисполкома от 9 февраля 1963 года в состав Няндомского промышленного района вошёл рабочий посёлок Шалакуша упразднённого Няндомского района и три рабочих посёлка упразднённого Коношского района: Волошка, Ерцево и Подюга.
В марте 1964 года в состав Няндомского промышленного района был включён Кирюгский сельсовет Кирилловского сельского района Вологодской области. 14 августа 1964 года Кирюгский сельский Совет был упразднён  решением Архангельского облисполкома, а его территории была включена в состав Ерцевского поселкового Совета. Решением Архангельского облисполокома от 9 октября 1964 года в состав Няндомского промышленного района были переданы девять сельсоветов Коношского сельского района: Андреевский, Бурачихинский, Веральский, Воезерский, Лелемский (был упразднён с включением его территории в состав Шалакушского сельсовета), Лепшинский, Лимский, Мошинский и Шожемский, а рабочие посёлки Ерцево и Подюга были переданы в состав Коношского сельского района.
Указом Президиума ВС РСФСР от 12 января 1965 года и решением Архангельского облисполкома от 18 января 1965 года Няндомский промышленный район был упразднён. Андреевский, Бурачихинский, Веральский, Воезерский, Лепшинский, Лимский, Мошинский и Шожемский сельсоветы, город Няндома и рабочий посёлок Шалакуша вошли в состав вновь образованного Няндомского района. Рабочий посёлок Волошка был передан в состав вновь образованного Коношского района.